# Eprosartan
Eprosartan je antagonist angiotenzin II receptora koji se koristi za tretiranje visokog krvnog pritiska. Preduzeće Abbott Laboratories prodaje ovaj lek pod imenom Teveten u SAD i većini drugih zemalja. Preduzeće INTAS Pharmaceuticals ga prodaje pod imenom Eprozar u Indiji. U jednoj od formulacija se eprosartan zajedno sa hidrohlorotiazidom prodaje kao Teveten HCT (SAD) i TevetenPlus.
Poput drugih antagonista angiotenzin II receptora, eprosartan je generalno bolje tolerisan od enalaprila (ACE inhibitora), posebno među osobama u godinama.

## Osobine
| Osobina                  | Vrednost |
| ------------------------ | -------- |
| Broj akceptora vodonika  | 5        |
| Broj donora vodonika     | 2        |
| Broj rotacionih veza     | 10       |
| Particioni koeficijent ( | 4,8      |
| Rastvorljivost (logS, log(mol/L))       | -7,4     |
| Polarna površina (PSA, Å2)  | 120,7    |

## Spoljašnje veze
|  | Molimo Vas, obratite pažnju na važno upozorenje u vezi sa temama iz oblasti medicine (zdravlja). |